# Assiniboia-Ouest
Pour les articles homonymes, voir Assiniboia.
Assiniboia-Ouest fut une circonscription électorale fédérale de l'Alberta, représentée de 1887 à 1908.
La circonscription d'Assiniboia-Ouest a été créée d'abord en tant que district des Territoires-du-Nord-Ouest. Lors de la création de la province d'Alberta en 1905, elle devint une circonscription de cette province. De 1905 à 1907, il exista une circonscription d'Assiniboia-Ouest en Saskatchewan.
Abolie en 1907, elle fut redistribuée parmi Battleford, Medicine Hat, Moose Jaw, Regina et Saskatoon.

## Députés
1. 1887-1900 — Nicholas Flood Davin, CON
2. 1900-1906 — Walter Scott, PLC
3. 1906-1908 — William Erskine Knowles, PLC

- CON = Parti conservateur du Canada (ancien)
- PLC = Parti libéral du Canada